# Studium rysunkowe drzwi kościoła w Jędrzejowie Stanisława Masłowskiego
Drzwi kościoła w Jędrzejowie – studium rysunkowe polskiego malarza Stanisława Masłowskiego (1853–1926) z około 1878 roku, znajdujące się (2022) w zbiorach Muzeum Narodowego w Warszawie, opatrzone u góry po prawej sygnaturą: "Drzwi kościoła w Jędrzejowie St.Masłowski".  

## Opis
Studium rysunkowe  przedstawia  dociekliwie realistyczny, szczegółowo potraktowany widok okutych metalem drzwi wejściowych do kościoła w Jędrzejowie. Z sygnatury ołówkiem (u góry po prawej) nie wynika, o którym kościele mowa. Można jednak przypuszczać, że jest to Kościół Świętej Trójcy, w którym znajduje się epitafium dziadka artysty, Wincentego Danilewicza, który od 1844, jako emerytowany sekretarz kancelarii Senatu Królestwa Kongresowego w Warszawie i główny archiwista Heroldii Królestwa Kongresowego, mieszkał w Jędrzejowie i tamże umarł 23 marca 1878 w wieku 90 lat.
Zwraca uwagę fakt, że oszacowanie daty powstania szkicu jest zbieżne z datą śmierci dziadka artysty. Ta zbieżność wydaje się nieprzypadkowa, jest bowiem możliwe, że Masłowski, który od 1871 mieszkał w Warszawie przyjechał w tymże 1878 roku, to jest roku śmierci swego dziadka do Jędrzejowa, gdzie wykonał omawiany rysunek. Wykonał go zapewne wraz z licznymi innymi, nieznanymi, zniszczonymi i zaginionymi później w latach wojennych pracami rysunkowymi i akwarelami. Omawiany szkic należy prawdopodobnie do owych nielicznych (ok. 10%) prac artysty ocalałych z pożogi wojennej, spośród wspominanej przez syna artysty, historyka sztuki - bogatej rysunkowej i akwarelowej spuścizny malarza z tego okresu.
Realistyczny - "dokumentalny" sposób potraktowania tematu w niniejszym studium jest widoczny w formie subtelnych walorowych przejść i w niezwykle drobiazgowym ujęciu szczegółów: płaskowników i okuć blaszanych, zawiasów, nitów, kołków dekoracyjnych, zamków, kluczy, także uszkodzeń, zarysowań i wszelkich innych elementów tzw. patyny czasu.

## Dane uzupełniające
Omawiane studium było reprodukowane w:
- Stanisław Masłowski - Materiały do życiorysu i twórczości, oprac. Maciej Masłowski, Wrocław, 1957, wyd. "Ossolineum", ilustracja poza tekstem nr 18 - z podpisem: "Drzwi żelazne kościoła w Jędrzejowie, rys. oł., ok. 1878 r., pracownia fot. Muzeum Narodowego w Warszawie (Wł. Muzeum Narodowego w Warszawie)"

Niniejsze Studium pochodzi z wczesnego okresu twórczości  - wówczas dwudziestopięcioletniego malarza. Dowodzi ono dążenia młodego artysty do osiągnięcia, dokumentarnego autentyzmu otaczającej go rzeczywistości. Jest ono rezultatem szczęśliwego wprowadzania w życie szeroko znanych, podstawowych zaleceń jego nauczyciela Gersona, by "rysować wszystko bez wyjątku - ziemię, kamienie, niebo, trawy, drzewa, wszelkie zwierzęta, nawet drobne, jak żaby i owady [...] nie opuszczać żadnej sposobności nastręczającej się do studiowania natury, tak w stanie spoczynku, jak i w stanie ruchu. [...] Wskazówki Gersona spotykały się z wrodzoną dyspozycją Masłowskiego; z żywiołową pasją tworzył on setki oryginalnych rysunków i dziesiątki drobnych akwarel, a niekiedy i olejów"
Studium - choć odległe tematycznie i w czasie - jest bliskie pod względem techniki rysunkowej i formy późniejszym o dziesięciolecie pracom Masłowskiego, w których  Tadeusz Dobrowolski (1960) zwracał uwagę  na zacieśnianie się (od około 1880 roku) "związków artysty z naturą i żywym modelem" i podkreślał, że dowodzą tego "doskonałe rysunki w rodzaju pełnego ekspresji 'Domokrążcy' z r. 1884". Tu należy wyjaśnić, że cytowanemu autorowi chodziło o zatytułowany pod odmienną nazwą rysunek: 'Tragarz'. 
Porównując niniejsze "Drzwi" z innymi pracami artysty z tego samego roku, albo z sąsiednich lat - takimi, jak "Cyganka" (1877), albo "Dziewczynka ukraińska" (1878) - można uzasadnić pytanie: 'Czy pochodzą one od tego samego twórcy?' - tak dalece różnią się sposobem potraktowania tematu i techniką ich wykonania.

## Literatura
- Polski Słownik Biograficzny, Wrocław - Warszawa - Kraków - Gdańsk, 1975, wyd. "Ossolineum", tom XX/1, zesz.84
- Tadeusz Dobrowolski: Nowoczesne malarstwo polskie, t. II, Wrocław - Kraków, 1960, wyd. Zakład Narodowy im. Ossolińskich - Wydawnictwo
- Stanisław Masłowski - Materiały do życiorysu i twórczości, oprac. Maciej Masłowski, Wrocław, 1957, wyd. "Ossolineum"
- Stanisław Masłowski Akwarele 12 reprodukcji barwnych, wstęp opracował i dokonał wyboru materiału ilustracyjnego  Maciej Masłowski, Wydawnictwo Sztuka, Warszawa 1956